# Forbici follia
Forbici follia (Scherenschnitt) è una commedia teatrale gialla e interattiva del drammaturgo e psicologo tedesco Paul Pörtner, portata al debutto a Ulma nel 1963. È annoverato nel Guinness dei primati come lo spettacolo teatrale più longevo nella storia degli Stati Uniti, con 40 diversi allestimenti in America, tradotto in 28 lingue (tra cui il turco, il catalano, lo spagnolo, il greco e il polacco) e 14 milioni di spettatori in tutto il mondo.

## Trama
La pièce è ambientata in un salone da parrucchiere unisex nella città in cui viene rappresentata. La padrona di casa, Isabel Czerny, che vive sopra il negozio, viene assassinata e il pubblico viene coinvolto nell'azione interrogando gli attori e tentando di risolvere il crimine. I personaggi includono un parrucchiere appariscente e la sua assistente civettuola ma svampita, insieme a una signora anziana, perbene e rigida, e un anziano antiquario. Gran parte del dialogo è improvvisato dagli attori e l'umorismo tende a ruotare attorno a riferimenti di attualità agli eventi attuali. Il finale della commedia è diverso ogni sera, perché gli spettatori, in una pausa dello spettacolo, valutano indizi, interrogano i personaggi e poi votano chi ritengono colpevole. A quel punto lo spettacolo riparte e il finale prevederà come colpevole proprio il personaggio scelto dal pubblico.

## Storia delle rappresentazioni
Paul Portner, psicologo tedesco, nei primi anni 60 scrisse la commedia Scherenschnitt (termine per indicare l’arte del ritagliare la carta con le forbici) oder Der Mörder sind Sie. L'elemento di novità teatrale che Portner pensò di portare come innovazione fu quello di dare agli spettatori la possibilità di risolvere il caso attraverso l'interpretazione di ciò che avevano visto e sentito, rifacendosi al Teatro della spontaneità creato da Jacob Levi Moreno negli anni venti a Vienna e che puntava a demolire la Quarta parete . Ma le prime rappresentazioni in Germania non ebbero il successo desiderato.
Nel 1976 gli attori e produttori statunitensi Bruce Jordan e Marylin Abrams videro una replica dello spettacolo e contattarono l'autore per produrlo e metterlo in scena sul mercato statunitense. Nell’estate del 1978 andò in scena la prima versione americana nel teatro-ristorante di Lake George. Visto il successo ottenuto, i due acquistarono i diritti per tutto il mondo, riscrivendo più volte il testo per renderlo sempre più comico, arricchendolo con battute, riferimenti all’attualità e improvvisazione. La nuova versione, Shear Madness, debuttò ufficialmente nel gennaio 1980 al Charles Playhouse Stage, un piccolo teatro di Boston. L'ultima replica dello spettacolo nella città avvenne il 15 marzo 2020, dopo 40 anni ininterrotti.
Il regista Gianni Williams, scoperta la commedia a Washington, decise di portarla in Italia per arricchirla, attraverso un adattamento e un nuovo titolo più accattivante; Gian Mesturino, direttore artistico del Teatro Gioiello di Torino, assistette alle prime deludenti versioni prova a Bologna e Milano, ma scorse le potenzialità del testo e propose a Williams di trasferirsi a Torino nel 1999 per migliorarlo. Nel novembre 2000 venne inaugurata la prima stagione , che si concluse con 50mila spettatori, andando in scena tutte le sere per 5 mesi; i paganti si stabilizzarono poi in circa 14mila a stagione negli anni successivi, per un totale di oltre 400mila biglietti venduti e più di 800 rappresentazioni in 25 anni consecutivi di repliche a fine 2024 (nel 2020, anno della Pandemia di Covid, è andato in scena via streaming, per un numero imprecisato di spettatori), solo nella città subalpina. Il salone da parrucchiere dove è ambientato è davvero un salone: gli spettatori, invitati dagli attori, possono salire sul palco per farsi fare un lavaggio o una veloce messa in piega.
Il cast italiano più longevo resta quello della Compagnia Torino Spettacoli, che, dal 2010 a tutt'oggi, è pressoché invariato, composto da : Elena Soffiato (nel ruolo della shampista Alina), Matteo Anselmi (subentrato nel 2015 a Mario Acampa nel ruolo dell'agente speciale Salvatore lo Sordo), Simone Moretto (nel ruolo del parrucchiere Giampaolo Micci), Elia Tedesco (dal 2019 nel ruolo dell'antiquario Giulio Valleri, subentrato a Alberto Barbi che interpretava questo ruolo dal 2000), Carmelo Cancemi (nel ruolo del Commissario Montalbino) e Cristina Palermo (nel ruolo della sig.ra Costanza Ravagliati).
Una versione itinerante della commedia è portata nei teatri italiani dalla Compagnia Torino Spettacoli dal 2023 e, dal 2024, anche dagli attori Max Pisu e Nino Formicola con la regia di Marco Rampoldi .
Nel 2024 lo spettacolo è andato in scena per la prima volta in Svizzera, al Teatro del Gatto di Ascona, con la regia di Alberto Barbi.